# Обер-прокурор
Обер-прокурор (рус. обер-прокурор) био је политички представник Руске Империје при Светом правитељствујушчем синоду (1721—1917).
Постојали су и сенатски обер-прокурори који су вршили тужилачку власт у департманима Правитељствујушчег сената.

## Историјат
Обер-прокурор при Светом правитељствујушчем синоду је установљен указом императора Петра Великог од 11. маја 1722. године (по старом календару). Тада се налазио у подређености генерал-прокурору при Правитељствујушчем сенату. Исте године, 13. јуна, донесен је и општи акт (инструкција) којим су уређена права и обавезе обер-прокурора. Међутим, функција обер-прокурора је била упражњена у периоду од 1726. до 1741. године. Функција је васпостављена 31. децембра 1741. године (по старом календару) на иницијативу генерал-прокурора кнеза Никите Трубецког и то као самостална функција са значајним овлашћењима. Обер-прокурор није био члан Светог правитељствујушчег синода, али је редовно присуствовао његовим сједницама. Пазио је на законитост синодских одлука и на пословни ред током синодских сједница. Као што је често сам генерал-прокурор преовладавао над сенаторима тако је исто и обер-прокурор над синодским члановима. Такође, император сверуски је постављао синодске чланове на предлог обер-прокурора. Утицај обер-прокурора током 18. вијека ипак је био ограничен с обзиром да му црквена јерархија није дозвољавала да се мијеша у чисто црквене послове.
Након доласка на престо императора Александра I (1801) извршена је значајна реформа државних органа (тзв. министарска реформа). Умјесто дотадашњих колегијума основана су министарства. Генерал-прокурор је сједињен са функцијом министра правде. Међутим, обер-прокурор при Синоду није претворен у министарску функцију већ је задржао свој самостални положај и непосредну подређеност императору сверуском. Ипак, 1817, основано је тзв. сугубо Министарство духовних послова и народне просвјете и обер-прокурор је постао подређен министру. Због противљења црквене јерархије тзв. сугубо министарство је укинуто 1824, а обер-прокурор је поново постао самосталан и подређен императору. Утицај обер-прокурора током 19. вијека се знатно проширио. Једино је он имао право да подноси синодске извјештаје императору (раније је то право имао и предсједавајући Синода). Од 1835. обер-прокурор је по положају био изједначен са министрима и главним управницима ресора. Присуствовао је сједницама Комитета министара и Државног савјета. Од 1864. постојао је и замјеник обер-прокурора (рус. товарищ обер-прокурора) са правима и дужностима замјеника министра. Након што је октобра 1905. установљен Савјет министара Руске Империје као државни орган са колективном одговорношћу (влада), његов члан је заједно са министрима и главним управницима ресора био и обер-прокурор при Светом правитељствујушчем синоду.

## Списак обер-прокурора
Обер-прокурори при Светом правитељствујушчем синоду:
1. Иван Васиљевич Болтин (1722—1725);
2. Алексеј Петрович Баскаков (1725—1726/1730);
3. Никита Семјонович Кречетников (1740—1741);
4. кнез Јаков Петрович Шаховској (1741—1753);
5. Афанасије Иванович Лавов (1753—1758);
6. кнез Алексеј Семјонович Козловски (1758—1763);
7. Иван Иванович Мелисино (1763—1768);
8. Петар Петрович Чебишев (1768—1774);
9. Сергеј Васиљевич Акчурин (1774—1786);
10. Аполос Иванович Наумов (1786—1791);
11. Алексеј Иванович Мусин-Пушкин (1791—1797);
12. кнез Василије Алексејевич Ховански (1797—1799);
13. Дмитрије Иванович Хвостов (1799—1802);
14. Александар Алексејевич Јаковљев (1802—1803);
15. кнез Александар Николајевич Голицин (1803—1817);
16. кнез Петар Сергејевич Мешчерски (1817—1833);
17. Степан Дмитријевич Нечајев (1833—1836);
18. гроф Николај Александрович Протасов (1836—1855);
19. Александар Иванович Карасевски (1855—1856);
20. гроф Александар Петрович Толстој (1856—1862);
21. Алексеј Петрович Ахматов (1862—1865);
22. гроф Дмитрије Андрејевич Толстој (1865—1880);
23. Константин Петрович Победоносцев (1880—1905);
24. кнез Алексеј Дмитријевич Обољенски (1905—1906);
25. кнез Алексеј Александрович Ширински-Шихматов (1906);
26. Петар Петрович Извољски (1906—1909);
27. Сергеј Михајлович Лукјанов (1909—1911);
28. Владимир Карлович Сабљер (1911—1915);
29. Александар Дмитријевич Самарин (1915);
30. Александар Николајевич Волжин (1915—1916);
31. Николај Павлович Рајев (1916—1917);
32. Владимир Николајевич Лавов (1917);
33. Антон Владимирович Карташев (1917).